# アンドレイ・リンデ
アンドレイ・ドミトリエヴィチ・リンデ（ロシア語: Андрей Дмитриевич Линде、ラテン文字: Andrei Dmitriyevich Linde、1948年3月2日 - ）は、ロシアの理論物理学者。モスクワ出身。
彼はスタンフォード大学の物理学の教授である。リンデ博士は宇宙のインフレーション理論に関する仕事でもっとも知られている。

## 受賞歴
- 2001年 - オスカル・クラインメダル
- 2002年 - ICTPのディラック・メダル（アラン・グース、ポール・スタインハートと共同受賞）
- 2004年 - グルーバー賞宇宙論部門（アラン・グースと共同受賞）
- 2006年 - トムソン・ロイター引用栄誉賞（アラン・グース、ポール・スタインハートと共同受賞）
- 2012年 - 基礎物理学ブレイクスルー賞
- 2014年 - カヴリ賞（アラン・グース、アレクセイ・スタロビンスキーと共同受賞）
- 2024年 - ポメランチュク賞